# Brand Peak
Der Brand Peak ist ein rund 2000 m hoher, spitzer und schneebedeckter Berg im Norden des Palmerlands bzw. im südlichen Abschnitt der Antarktischen Halbinsel. Er ragt 16 km ostsüdöstlich der Eternity Range und 6 km nordwestlich des Mount Duemler auf.
Der United States Geological Survey kartierte ihn 1974. Das Advisory Committee on Antarctic Names benannte ihn 1976 nach Timothy Brand, Biologe des United States Antarctic Research Program auf der Palmer-Station im Jahr 1974.